# Ludwig Hassenpflug

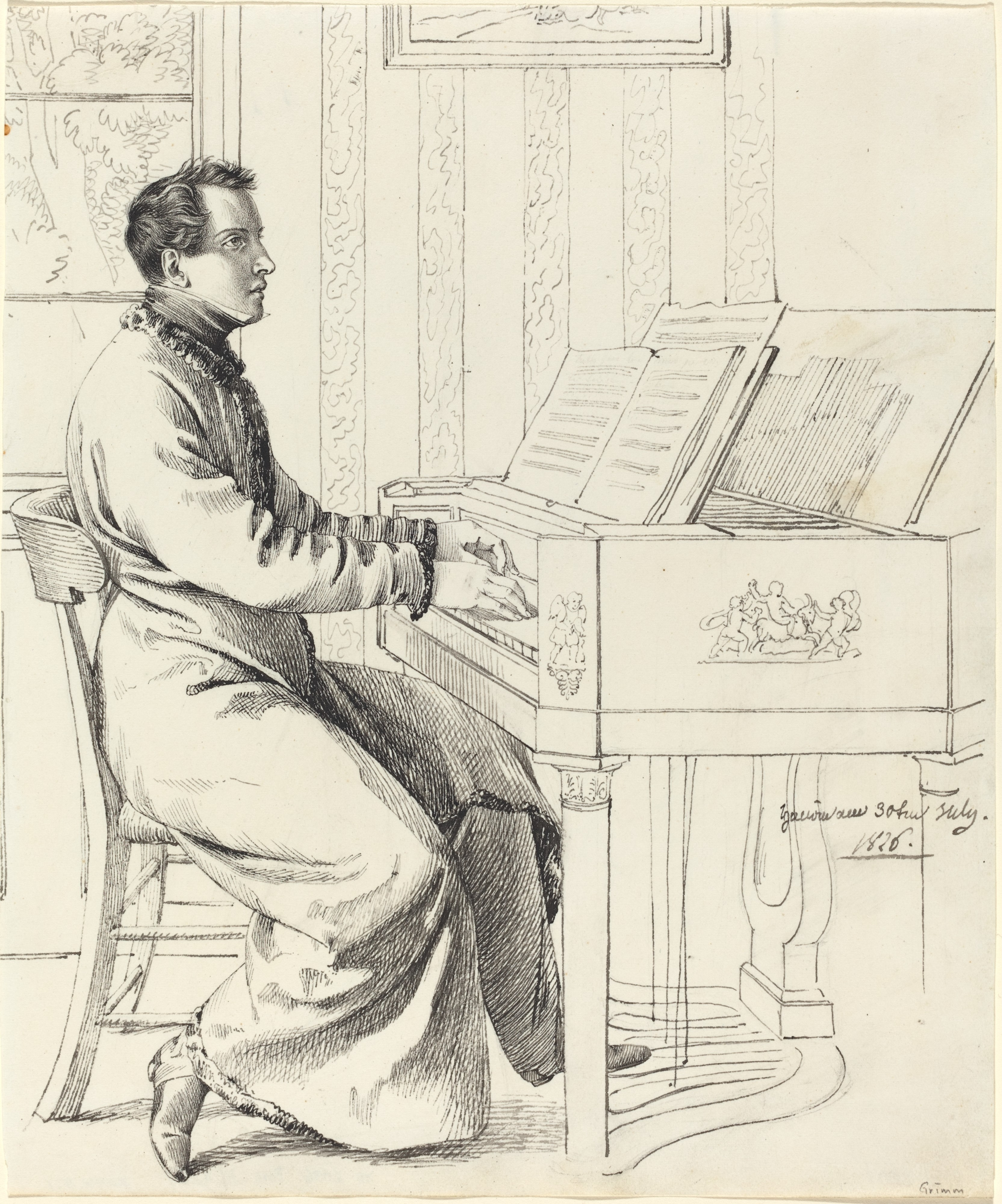
Hassenpflug in 1826 getekend door zijn zwager Ludwig Emil Grimm

Hans Daniel Ludwig Friedrich Hassenpflug (Hanau, 26 februari 1794 - Marburg, 10 oktober 1862) was een van de leidende reactionaire politici van Duitsland aan het begin van de 19e eeuw. Hij was minister in het keurvorstendom Hessen, waar hij zeer impopulair was, en in het groothertogdom Luxemburg waar hij zich in 1839 en 1840 inzette voor het verlicht absolutistische bewind van koning-groothertog Willem I der Nederlanden. Ook daar was hij impopulair. 
Hassepflug droeg de ster van de Huisorde van de Gouden Leeuw van de keurvorst van Hessen-Kassel. Willem II decoreerde de door hem aan de kant gezette dienaar van zijn autocratische vader niet. 
Hassenpflug was bevriend met de gebroeders Grimm en huwde op 2 juli 1822 hun zuster Charlotte (Lotte). 